# Bakhmouta
La Bakhmouta (en ukrainien : Бахмутка) est une rivière de la région de Donetsk en Ukraine et est un affluent de la Donets, une rivière qui se jette dans le Don. Elle mesure 88 km de long et la superficie du bassin versant est de 1 680 km2. 

## Géographie
Après ètre passé par la ville de Siversk, la rivière Bakhmouta conflue avec la rivière Donets au niveau de la localité de Dronivka.
Elle gèle au début du mois de mars et en décembre. L'eau est partiellement utilisée pour les besoins techniques et pour l'irrigation. La rivière traverse les villes de Bakhmout et de Siversk.

## Légendes liées à la rivière
Les riverains de la rivière racontent qu'il y aurait un trésor enfoui au fond de la rivière depuis qu'un grand navire contenant de l'or y aurait sombré à une époque où des navires auraient pu circuler. Après l'indépendance de l'Ukraine[Laquelle ?], une société japonaise[Laquelle ?] aurait proposé aux autorités locales de déblayer la rivière et de consolider les berges gratuitement à la condition que tout ce qu'ils y trouveraient leur appartiendrait. Les autorités locales ayant refusé, la crédibilité de la légende s'est renforcée. Cependant cette légende n'est pas un cas unique, des légendes identiques pouvant être entendues dans d'autres régions où les rivières sont peu profondes.